# Důl Trojice (Lhotka)
Důl Trojice (Dreifaltigkeit Grube) byl štolový černouhelný důl na katastru Lhotky u Hlučína v údolí Odry poblíž cesty vedoucí z Petřkovic do Lhotky. Dnes je pod odvalem bývalého Dolu Oskar/Lidice.

## Historie
Štolový důl Trojice byl založen v roce 1838 v důlním poli, které neslo stejné jméno. Důl založil měšťanský podnikatel František Magerle z Hradce nad Moravicí, lesní správce statků knížete Lichnovského. Propůjčka mu byla udělena pruským Královským vrchním báňským úřadem ve Vratislavi 9. října 1838 v rozsahu 16 důlních měr a jedné zarážky nálezné jámy. Důlní pole bylo 8. ledna 1867 rozšířeno o další propůjčky. Protože F. Magerle nestačil svým kapitálem na zahájení těžby, vytvořil těžířstvo z dalších měšťanů, na kterém se třetinovými podíly zúčastnili jeho bratr Čeněk Magerle, lesník z Chuchelné, a František Strahler, úředník ze dvora Helveka. Podle tehdejších pruských zákonů vlastnili 61 kuksů (podílů). Zbývajících 61 tzv. vrchnostenský vázaných kuksů z titulu vlastnictví pozemků držel vlastník pozemků Arnošt rytíř Czaderský, majitel statku Hošťálkovice. V těžířstvu potom docházelo k častým prodejům a koupím.
Hlavním otvírkovým dílem dolu Trojice byla dědičná štola František, která byla pojmenována po držiteli koncese Františku Magerlem. Štola byla ražena z údolí řeky Odry poblíž cesty vedoucí z Petřkovic do Lhotky, severním směrem do svahu Ludgeřovického lesa. Její celková délka byla 279 m.
Vlastnictví dolu Trojice neodolalo tlaku ze strany Vítkovických železáren, takže 5. května 1846 důl odkoupil Salomon Mayer Rothschild. Toto důlní pole bylo začleněno do důlního pole dolu Bohatý slojemi.

## Současný stav
V současné době jsou díla zasypána odvalem hlušin z bývalého dolu Oskar/Lidice.

## Těžba uhlí
Dědičná štola František otevírala pět slojí spodních petřkovických vrstev ostravského souvrství počínaje slojemi Bohdan a konče slojí Novodvorský. Sloje byly dobývány po obou stranách štoly metodou směrného pilířování na zával. Pro přirozené větrání dolu sloužilo 5 větrních jam.
Kromě štoly František byla v důlním poli Trojice vyražena štola Údolní, která byla otevřena jako hlavní důlní dílo ve sloji Fanny po jejím směru. Délka štoly byla 60 m. Pro dobývání sloje Fanny sloužila jedna mělká jáma.

### Údaje o dolu Trojice
| Název             | Druh jámy   | Založení | délka štol v m | hloubka dolu v m | těžba       | vytěženo                                            | likvidace | dobývací pole v ha | poznámka |
| ----------------- | ----------- | -------- | -------------- | ---------------- | ----------- | --------------------------------------------------- | --------- | ------------------ | -------- |
| Dědičná František | víceúčelová | 1838     | 279,0          | 30               | 1838 - 1870 | nevykazována odděleně od ostatních hlučínských dolů | asi 1870  | 218,9              | 5 jam    |
| Hlavní Údolní     | těžní       | 1838     | 60             | 30               | do 1870     | nevykazována odděleně od ostatních hlučínských dolů | asi 1870  | 218,9              | 1 jáma   |